# Abrigo Nuclear (filme)
Abrigo Nuclear é um filme brasileiro de ficção científica de 1981, produzido, dirigido, editado  e protagonizado por Roberto Pires . Filmado na Bahia, com locações no areal de Jauá, o filme foi restaurado em 2015 . Sobre a produção foi realizado o documentário "Bahia-SciFi" (2015) de Petrus Pires .

## Elenco
- Conceição Senna...Avo
- Sasso Alano...Ro
- Norma Bengell...Lix/Professor (Participação especial)
- Bárbara Bittner...Ima
- Roberto Pires...Lat
- Ronny Pires...Jud
- Sandra Martins...Nic
- César Pires...Pit
- Salatiel Beltrão ...Abi
- Antonio Fontana...Mac
- Renato Lavigne...Dam
- Leonel Nunes...Rak

## Sinopse
No futuro, com a superfície da terra devastada pela radiação atômica, os sobreviventes da humanidade se protegem em instalações subterrâneas mantidas com energia de usinas nucleares. Os habitantes são controlados com mão-de-ferro pela autoritária comandante Avo, que esconde de todos que um dia os humanos habitaram a superfície. O misterioso "Professor" (identidade da operadora Lix) tem um projeto secreto de trocar a energia atômica por energia solar, ideia que é combatida pela Comandante Avo. Quando o operador Lat, aliado do Professor, descobre que os depósitos de lixo atômico na superfície se mostram saturados e ameaçam explodir, destruindo as instalações subterrâneas, ele decide que é hora de convencer os outros a mudar a situação e para isso ele busca provas de que a humanidade já habitou a superfície.[carece de fontes?]